# Jia Kui
Jia Kui (174 – ca.230) était un ministre et un général chinois sous l'autorité du seigneur de guerre Cao Cao lors de la fin de la dynastie Han et du royaume de Wei lors du début de la période des Trois Royaumes en Chine antique. Tour à tour, à la tête de l'administration d'un grand nombre de comtés et districts, l'histoire l'expose souvent comme l'homme ayant sauvé le général Cao Xiu lors d'une invasion du royaume de Wu ayant mal tourné.

## Biographie
Doué dans les arts martiaux et dans la tactique militaire, il fut chef du comté de Jiang dans le district de Hedong. En l’an 202, son comté fut attaqué par Guo Yuan, un subalterne de Yuan Shang. Lorsque la résistance commença à faiblir, certains anciens convint avec ce dernier de livrer la ville en échange d’une garantie qu’aucun mal serait infligé à Jia Kui. Une fois cet accord convenu, Jia Kui refusa d’entrer au service de Guo Yuan et fut emprisonné à Huguan, mais réussit à s’échapper avec l’aide d’un complice. Il devint par après préfet du comté de Mianchi et plus tard, Grand Administrateur du district de Hongnong sous Cao Cao lorsque ce dernier entra en guerre contre Ma Chao.
Quelques années plus tard, il fut promu au poste de Secrétaire en chef du Premier ministre et d’officier chargé de l’admonestation et de l’arbitrage. Lorsque Cao Pi devint empereur des Wei, il fut successivement nommé Grand Administrateur de Yeling, Grand Administrateur de Weijun et préfet de Yuzhou. Pour ses efforts remarquables Jia Kui reçut le titre de Seigneur de Second rang. Il fut également un général très utile par ses réalisations dont, entre autres, la restauration d’armes, la réorganisation des forces armées, la construction de canaux d’irrigation ainsi que la défaite infligée à Lu Fan du royaume de Wu. Pour l’ensemble de ces mérites, il fut promu « Général Qui Établit le Prestige » et Seigneur de Yangli.
En l’an 228, sous le règne de Cao Rui, il fit partie d’une invasion des Wu en commandant une armée sur Ruxu alors que Cao Xiu, recevant la soumission de Zhou Fang, se rendit à Huan dans le district de Lujiang. Sentant le danger d’une fausse défection, Jia Kui se porta à la rescousse de Cao Xiu, qu’il sauva en assurant la retraite, subissant une lourde défaite. Peu après ces incidents, Jia Kui mourut et reçut le titre posthume de Seigneur Respectueux.

## Son personnage dans le roman
Dans le roman Histoire des Trois Royaumes écrit par Luo Guanzhong, Jia Kui, qui occupe un rôle de premier plan dans l'invasion des Wu en l'an 228, est d'abord présenté au début du chapitre 79 comme un officier impérial de Premier rang (jianyi daifu) alors qu'il se porte volontaire pour dissuader Cao Zhang de contester l'ascension de Cao Pi à la royauté des Wei.
Lorsque Cao Zhang arrive aux portes de Ye à la tête d'une armée de 100 000 hommes, Jia Kui part à sa rencontre et lui demande :
« Votre Seigneurie vient-elle pour assister aux funérailles ou pour contester la succession?
— Seulement pour les services funéraires. Je n'ai aucune intention hostile.
— Dans ce cas, pourquoi avez vous amené une armée ? »
Face à ces interrogations, Cao Zhang retire sa garde personnelle, paie ses respects à son frère aîné et lui confie son armée.
Plus tard, comme le relate les récits historiques, Jia Kui prend part à l'invasion du royaume de Wu sur trois fronts menée par les Wei en l'an 228. Le roman met cependant davantage l'emphase sur le rôle joué par Jia Kui dans ce conflit.
En effet, au chapitre 96, Jia Kui met en garde l'Empereur vis-à-vis la défection de Zhou Fang des Wu, qu'il qualifie de ruse pour attirer les soldats. À la suite de cet avertissement, il est envoyé également au front pour assister Cao Xiu avec Sima Yi. Sentant le danger, il avise Cao Xiu de ses craintes et lui demande d'attendre qu'il mène une attaque au flanc avant d'engager l'ennemi à Huan. Cao Xiu le rabroue alors, pensant qu'il veut lui voler du mérite, mais Jia Kui insiste en lui disant que la défection de Zhou Fang est une tromperie. Cao Xiu, en colère, ordonne alors la mise à mort de Jia Kui sous prétexte que ses affirmations réduisent le moral des troupes. Toutefois, devant l'appel de plusieurs commandants, Jia Kui est épargné, bien que mis de côté pour l'expédition.
La suite est sensiblement la même que la version historique des faits; Cao Xiu se fait piéger et subit de lourdes pertes tandis que Jia Kui se porte à son secours, assurant sa retraite.